# Can Ros del Pla
Can Ros del Pla és una masia de Bordils (Gironès) inclosa a l'Inventari del Patrimoni Arquitectònic de Catalunya.

## Descripció
És una masia de planta rectangular, estructurada en tres crugies paral·leles, perpendiculars a la façana principal. Les parets són fetes de maçoneria i les façanes són acabades exteriorment amb un rebatut parcialment conservat. La coberta és de teula àrab a dues vessants amb ràfec de tres fileres. Les obertures són emmarcades per carreus i presenten llinda plana d'una sola peça de pedra, excepte la porta d'accés, que és d'arc rebaixat. També hi ha carreus a les cantonades de l'edifici.
És interessant una petita torre que s'aixeca sobre un cos més antic, que protegeix un pou d'aigua. Les parets perimetrals de la planta superior estan lligades amb tirants i creus de ferro.